# Майкл Рок (хокеїст)
Майкл Рок (1899 — 1 грудня 1965) — індійський хокеїст на траві.
Олімпійський чемпіон 1928 року.